# San Diego de Alcalá (Guanajuato)
San Diego de Alcalá es una localidad del estado mexicano de Guanajuato. Es parte del municipio de Acámbaro.

## Toponimia
El nombre de la población hace referencia al santo patrono de la localidad: Diego de Alcalá.

## Demografía
| Gráfica de evolución demográfica |
|                                  |

| Censo | Población |
| ----- | --------- |
| 1900  | 805       |
| 1910  | 876       |
| 1921  | 825       |
| 1930  | 840       |
| 1940  | 1 087     |
| 1950  | 1 026     |
| 1960  | 1 195     |
| 1970  | 1 325     |
| 1980  | 1 242     |
| 1990  | 1 377     |
| 2000  | 1 268     |
| 2010  | 1 140     |
| 2020  | 1 279     |